# Айзекс, Берта
Альберта Магделина Айзекс (англ. Albertha Magdelina Isaacs, урождённая Ханна; 18 апреля 1900 — 1 августа 1997) — педагог, теннисистка, активистка за права женщин и политик Багамских островов. По профессии учительница начальной школы.
В спорте выступала на международных состязаниях по теннису, выигрывая титулы как в одиночном, так и в парном разряде в 1930-х годах. Вернувшись на Багамы, она стала участвовать в местном суфражистском движении, добившегося избирательного права для женщин в 1962 году. Она была второй женщиной в Сенате Багамах, и первой багамкой, удостоенной почетного звания Дамы-командора Ордена Британской Империи. Ежегодный трофей, вручаемый на чемпионате Карибского Содружества по лаун-теннису, носит её имя.

## Биография
Альберта Магделина Ханна родилась 18 апреля 1900 года в приходе Сент-Мэтьюз на острове Нью-Провиденс на Багамах в семье Лиллы Селесты (урожденной Миннс) и Роберта Сэмюэля Ханны. Она посещала школу Girls Cosmopolitan, а затем школу Виктории в Нассау.
После завершения образования Ханна начала работать учительницей в гимназии. 20 февраля 1922 года в Нассау Ханна вышла замуж за Эдварда Адольфа Айзекса-младшего, известного как Нед. Спустя десятилетие она оставила сферу образования и продолжила карьеру профессионального теннисиста.
Она была соучредительницей теннисного клуба Gym в Нассау. На протяжении 1930-х годов Айзекс участвовала в международных теннисных соревнованиях. К 1934 году она заняла 13-е место в теннисном туре в США и стала обладательницей титула во Флориде, Джорджии и Нассау. Она играла как в одиночном, так и в парном разряде, побеждая в первом в 1934 году и во втором в 1937 году на Открытом чемпионате Юга, проводимом в Институте Таскиги.
С основанием в 1953 году Прогрессивной либеральной партии (ПЛП) Айзекс выступила соучредительницей Женского отделения ПЛП. Поскольку роль женщин в политике тогда ограничивалась сбором средств, она обратила свое внимание на избирательное движение и сосредоточилась на завоевании права голоса. Она также указывала на социально-экономические барьеры, создающие для женщин трудности в сфере образования, трудоустройства, поддержки семьи, наследования и политической активности. Айзекс и другие феминистки работали в женских организациях как на местном, так и на международном уровне. В конце 1950-х годов платформа ПЛП включала всеобщее избирательное право, поскольку они выступали за правительство большинства населения.
В 1958 году Айзекс была соосновательницей исполнительного комитета Национального совета женщин. К 1960 году суфражистское движение распространилось и на Объединённую багамскую партию, а в 1962 году багамские женщины получили право голоса.
В 1969 году Айзекс вошла в Сенат от ПЛП, став второй женщиной-сенатором от Багамских островов после Дорис Сэндс Джонсон в 1967 году.
В 1970-х годах Айзекс входила в состав совета Лицензионного органа.

## Награды и наследие
В 1974 году Айзекс было присвоено почетное звание Дамы-командора Ордена Британской Империи. Впервые эта награда была вручена багамской женщине. В следующем году Айзекс была удостоена чести Багамской ассоциации лаун-тенниса, когда та учредили ежегодную награду, носящую её имя. Трофей Дамы Берты Айзекс вручается на чемпионате Карибского Содружества по лаун-теннису женщине-игроку, продемонстрировавшей высочайшие стандарты поведения на площадке, качества игры и спортивного мастерства.
Айзекс умерла в августе 1997 года в Нассау, Багамы. Когда в 2012 году в ознаменование 50-летия получения женщинами права голоса на Багамах была выпущена серия марок с изображением выдающихся борцов за права женщин, портрет Айзекс был помещён на марку номиналом 70 центов.